# Møkland
Møkland est une localité du comté de Nordland, en Norvège.

## Géographie
Administrativement, Møkland fait partie de la kommune de Bø.